# Моттельсон, Бен Рой
Бенджамин (Бен) Рой Мо́ттельсон (англ. Benjamin Roy Mottelson; 9 июля 1926[…], Чикаго, Иллинойс[…] — 13 мая 2022, Копенгаген) — американо-датский физик-теоретик, специалист в области ядерной физики. Лауреат Нобелевской премии по физике «за открытие взаимосвязи между коллективным движением и движением отдельной частицы в атомном ядре и развитие теории строения атомного ядра, базирующейся на этой взаимосвязи» (1975, совместно с Оге Бором и Лео Джеймсом Рейнуотером). Член Датской королевской академии наук (иностранный с 1958, датский с 1974).

## Биография
Моттельсон родился в Чикаго в еврейской семье: отец — инженер Гудман Моттельсон (1897—1988), мать — Джорджия Моттельсон (урождённая Блюм, 1895—?). Окончил школу в городе Ла-Гранж в Иллинойсе. Степень бакалавра получил в 1947 году в университете Пердью, степень доктора философии в области ядерной физики — в 1950 году в Гарвардском университете, защитив диссертацию под руководством Джулиана Швингера. По стипендии Шелдона поехал в Данию, чтобы заниматься ядерной физикой в Институте теоретической физики при Копенгагенском университете. С 1953 года работал в теоретической группе только образованного ЦЕРН, которая тогда базировалась в Копенгагене, а в 1957 году стал профессором Северного института теоретической атомной физики (НОРДИТА) и трудился в этой должности до выхода в отставку в 1994 году. В 1971 году стал гражданином Дании.
В начале 1950-х годов Моттельсон вместе с Оге Бором разработал коллективную (обобщённую) модель атомного ядра, объединявшую достоинства существовавших к тому моменту оболочечной и капельной моделей. Новая модель естественным образом учитывала несферичность тяжёлых ядер, предсказанную Джеймсом Рейнуотером, позволила Моттельсону предсказать эффекты кулоновского рассеяния заряженных частиц на ядрах и рассчитать энергии одночастичных состояний в деформированных ядрах, а также в целом стимулировала широкий круг экспериментов в области ядерной физики. В 1975 году трое учёных получили Нобелевскую премию по физике за вклад в развитие коллективной модели ядра.
В 1958 году Бор и Моттельсон совместно с Дэвидом Пайнсом применили теорию сверхпроводимости Бардина—Купера—Шриффера к описанию строения ядра, что позволило объяснить различие в устойчивости между ядрами с чётным и нечётным количеством нуклонов. В конце 1960-х — первой половине 1970-х годов Бор и Моттельсон обобщили сведения о своей области исследований, опубликовав монументальную двухтомную монографию «Структура атомного ядра». В 1990-е годы и позже Моттельсон активно занимался изучением конденсатов Бозе-Эйнштейна, которые считал хорошим объектом для изучения свойств квантовых систем многих тел и даже называл «искусственными ядрами», и в 1999 году опубликовал пионерское исследование ираст-спектров вращающихся конденсатов. В последние годы он глубоко интересовался основаниями квантовой механики.
Моттельсон являлся членом правления спонсоров «Бюллетеня учёных-атомщиков». Увлекался плаванием, велоспортом и музыкой.
Скончался 13 мая 2022 года.

## Награды и отличия
- Премия «За мирный атом» (1969)
- Член Американской академии искусств и наук (1971).
- Иностранный член Национальной академии наук США (1973).
- Медаль Джона Прайса Уэзерилла[англ.] (1974).
- Иностранный член Польской академии наук (1991).
- Член Американского философского общества (2011)[9]
- Член-корреспондент Хорватской академии наук и искусств (1979)[10].

## Избранные публикации
Книги
- Bohr A., Mottelson B.R. Nuclear structure. Volume I: Single-particle motion. — W. A. Benjamin, 1969.
- Bohr A., Mottelson B.R. Nuclear structure. Volume II: Nuclear deformations. — W. A. Benjamin, 1975.
- Русский перевод: Бор О., Моттельсон Б. Структура атомного ядра: В 2-х томах. — М.: Мир, 1971—1977.

Статьи
- Bohr A., Mottelson B.R. Collective and Individual-Particle aspects of Nuclear Structure // Det Kongelige Danske Videnskabernes Selskab, Matematisk-fysiske Meddelelser. — 1953. — Bd. 27, № 16.
- Mottelson B.R., Nilsson S.G. Classification of the Nucleonic States in Deformed Nuclei // Physical Review. — 1955. — Vol. 99. — P. 1615-1617. — doi:10.1103/PhysRev.99.1615.
- Alder K., Bohr A., Huus T., Mottelson B., Winther A. Study of nuclear structure by electromagnetic excitation with accelerated ions // Reviews of Modern Physics. — 1956. — Vol. 28. — P. 432-542. — doi:10.1103/RevModPhys.28.432.
- Bohr A., Mottelson B.R., Pines D. Possible Analogy between the Excitation Spectra of Nuclei and Those of the Superconducting Metallic State // Physical Review. — 1958. — Vol. 110. — P. 936-938. — doi:10.1103/PhysRev.110.936.
- Mottelson B.R., Nilsson S.G. The Intrinsic States of Odd-A Nuclei having Ellipsoidal Equilibrium Shape // Det Kongelige Danske Videnskabernes Selskab, Matematisk-fysiske Skrifter. — 1959. — Bd. 1, № 8.
- Mottelson B.R., Valatin J.G. Effect of nuclear rotation on the pairing correlation // Physical Review Letters. — 1960. — Vol. 5. — P. 511-512. — doi:10.1103/PhysRevLett.5.511.
- Моттельсон Б. Элементарные виды возбуждения в ядрах: Нобелевская лекция // Успехи физических наук. — 1976. — Т. 120, № 4. — С. 563–580. — doi:10.3367/UFNr.0120.197612c.0563.
- Bohr A., Mottelson B.R. Features of nuclear deformations produced by the alignment of individual particles or pairs // Physica Scripta. — 1980. — Vol. 22. — P. 468-474. — doi:10.1088/0031-8949/22/5/008.
- Bohr A., Mottelson B.R. On the role of the Δ resonance in the effective spin-dependent moments of nuclei // Physics Letters B. — 1981. — Vol. 100. — P. 10-12. — doi:10.1016/0370-2693(81)90274-4.
- Bohr A., Hamamoto I., Mottelson B.R. Pseudospin in rotating nuclear potentials // Physica Scripta. — 1982. — Vol. 26. — P. 267-272. — doi:10.1088/0031-8949/26/4/003.
- Nishioka H., Hansen K., Mottelson B.R. Supershells in metal clusters // Physical Review B. — 1990. — Vol. 42. — P. 9377-9386. — doi:10.1103/PhysRevB.42.9377.
- Mottelson B.R. Yrast spectra of weakly interacting bose-einstein condensates // Physical Review Letters. — 1999. — Vol. 83. — P. 2695-2698. — doi:10.1103/PhysRevLett.83.2695.